# Uusimaa (històrica)
Uusimaa (en suec: Nyland), és una província històrica del sud de Finlàndia. Limita amb Finlàndia Genuïna, Tavastia, Savonia i Carèlia. La traducció del nom vol dir "terra nova". De l'edat mitjana fins al 1809, com la major part de l'actual Finlàndia, formà part del Regne de Suècia.

## Administració
L'actual província d'Uusimaa està confinada en els límits administratius de la regió de Finlàndia Meridional, i va ser fins al 1997 una província (lääni)

## Història
Uusimaa va restar, juntament amb la resta de Finlàndia Meridional i Occidental, en poder del Regne de Suècia des del segle xii. Prèviament la costa d'Uusimaa estava semi-deserta, i per això fou poblada per colons suecs. Les províncies de Finlàndia van ser cedides a l'Imperi Rus en la Guerra de Finlàndia el 1809. Posteriorment es va convertir en el lääni Uudenmaan de l'antic sistema. Actualment es divideix en la regions d'Uusimaa i Uusimaa Oriental.

## Cultura
Històricament, la costa d'Uusimaa és una zona de parla sueca. No obstant això, la capital de Finlàndia, Hèlsinki, i la majoria de les altres ciutats d'Uusimaa són majoritàriament de parla finlandesa.